# Teryel
 (juin 2023).
Si vous disposez d'ouvrages ou d'articles de référence ou si vous connaissez des sites web de qualité traitant du thème abordé ici, merci de compléter l'article en donnant les références utiles à sa vérifiabilité et en les liant à la section « Notes et références ».
Teryel (en kabyle : Tteryel, tifinagh : ⵜⵜⵔⵢⵍ), ou l’ogresse, est le nom d'un personnage mythologique présent dans les contes kabyles et anciennes croyances du Maghreb (croyances libyques).
Elle se présente sous les traits d'une femme aux cheveux hirsutes qui dévore les animaux et les humains tout en pratiquant la sorcellerie.

## Nom
Le nom peut varier en fonction des régions.[réf. nécessaire]
Le mot teryel ou tteryel est aussi utilisé pour les ogresses en général et prend la forme teryalin au pluriel.

## Légende
Le conte raconte l’histoire d’une ogresse qui aidait une veuve à tisser. Après l’avoir aidée à sortir de la misère, l’ogresse demande en contrepartie le fils de la veuve. Celle-ci trouve une ruse pour empêcher que son enfant ne soit dévoré : elle conseille à son enfant de téter le sein de l’ogresse qui le considérera ainsi comme son fils et n’osera pas le dévorer.[réf. nécessaire]
La tradition orale nous dit que c’est elle qui donna naissance à tous les ogres (waghzens), qu’elle garde sous son contrôle. Elle dévore les petits garçons et les place dans une grosse besace attachée à son bâton et les emporte dans sa tanière.

## Toponymie
À Agouni Gueghrane, une grotte porte le nom d'Akham n’teryel, "la maison de l’ogresse". Elle serait, selon la légende, la résidence de ce personnage légendaire qui aurait vécu dans la région[réf. nécessaire].